# Kazimierz (Kraków)

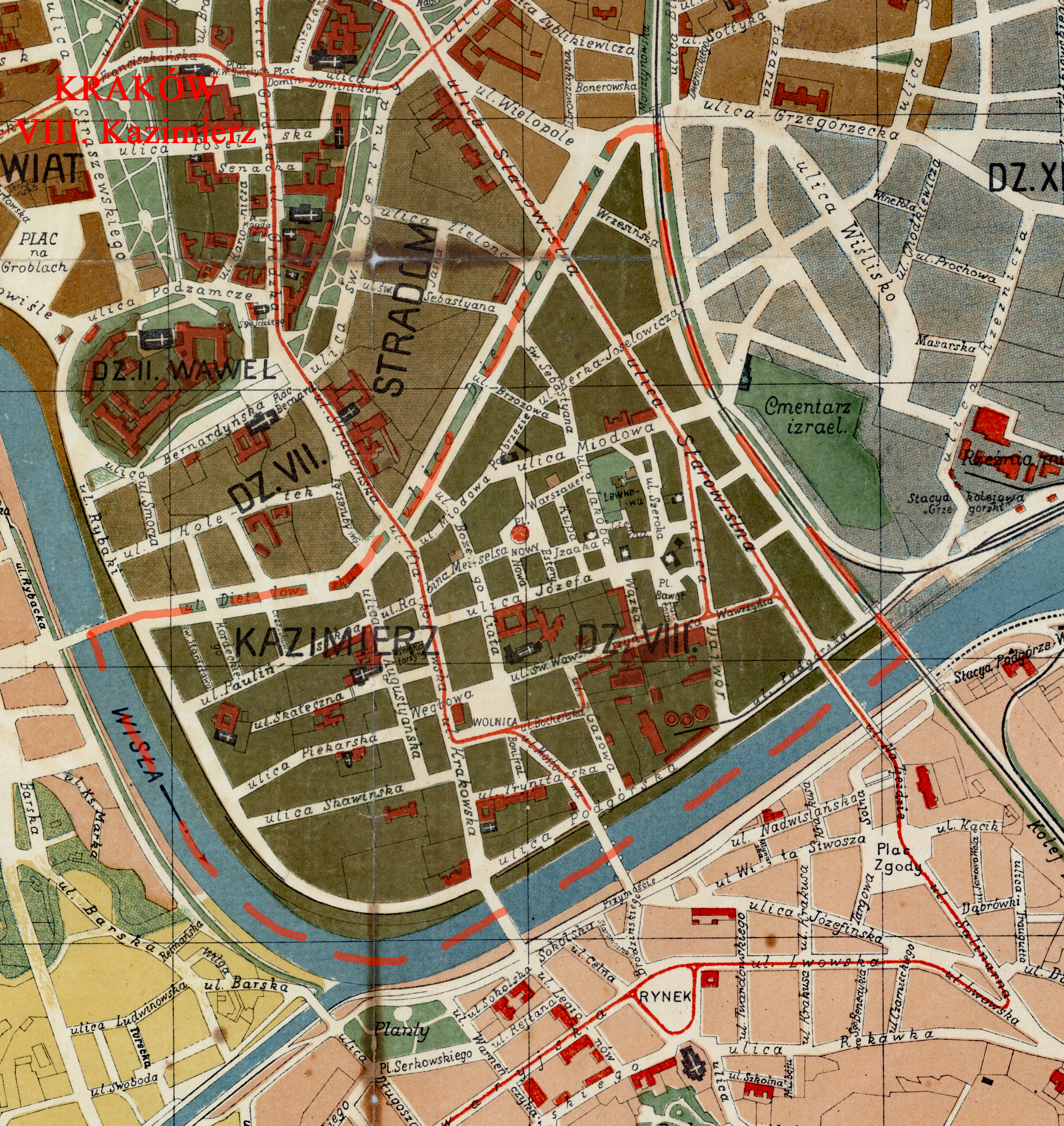
Kazimierz na planie z 1916 roku jako VIII dzielnica Krakowa.

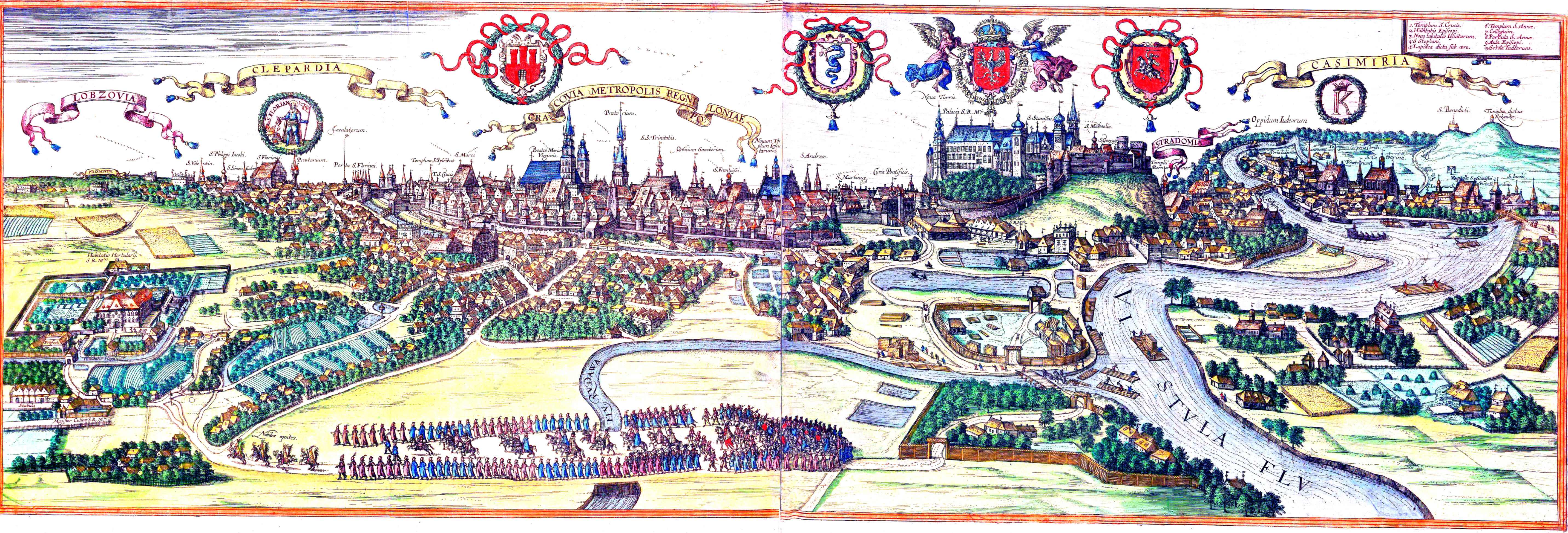
Widok Krakowa, Stradomia, Kleparza, Kazimierza i Łobzowa z atlasu Civitates orbis terrarum Georga Brauna i Fransa Hogenberga z 1618 roku. Część Kazimierza opisana jest jako Oppidum Iudeorum

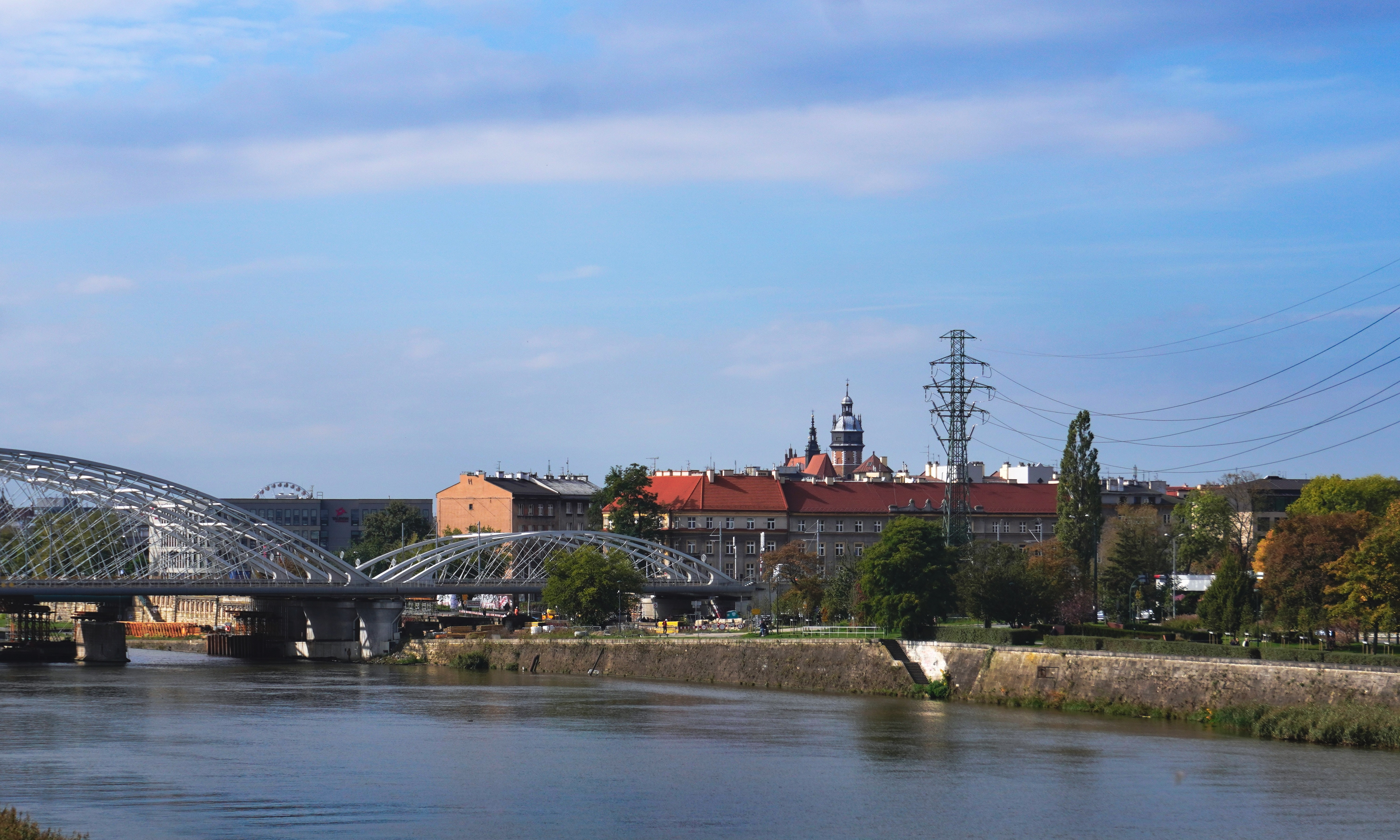
Kazimierz – widok z Mostu Kotlarskiego

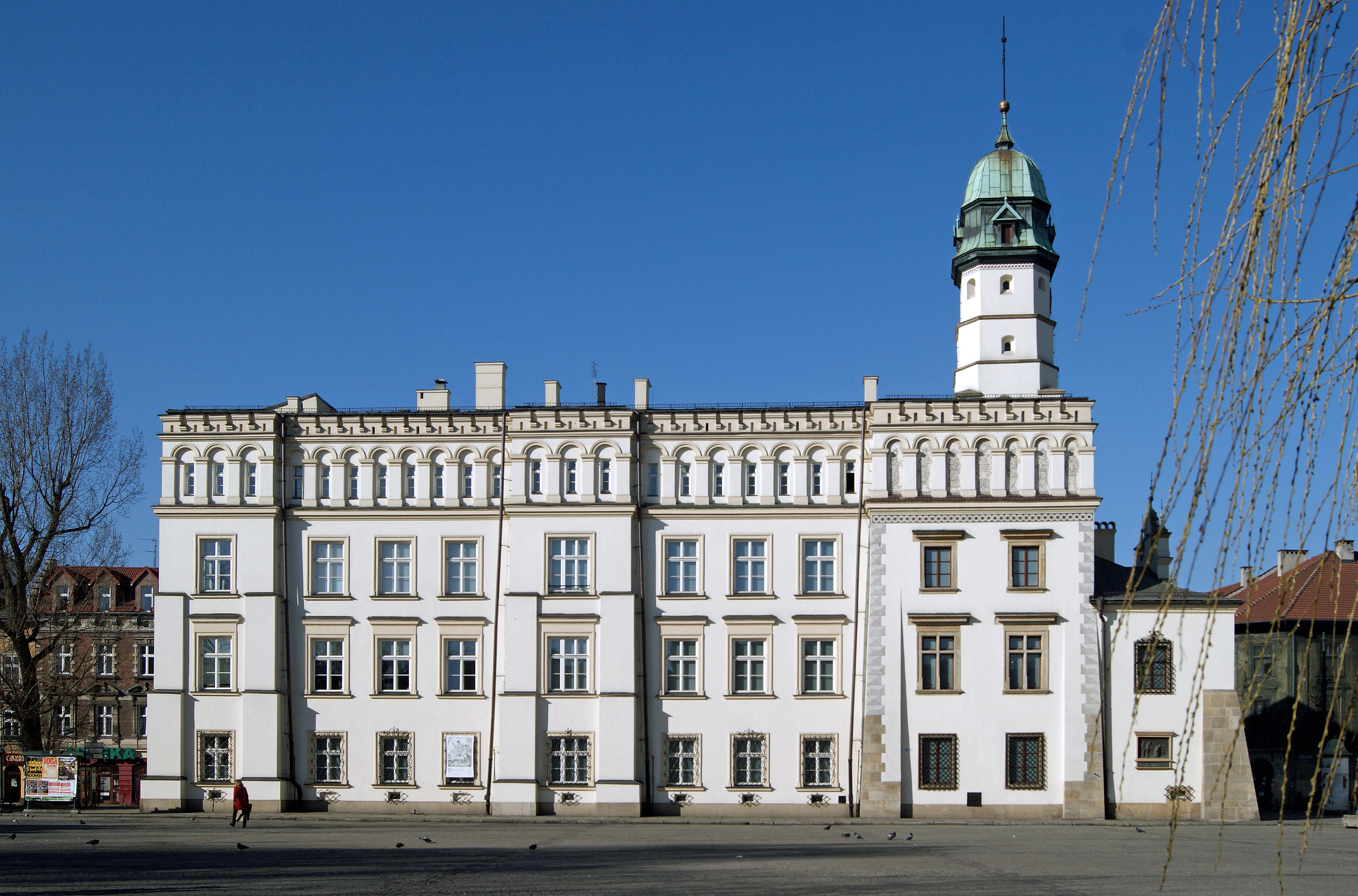
Ratusz kazimierski

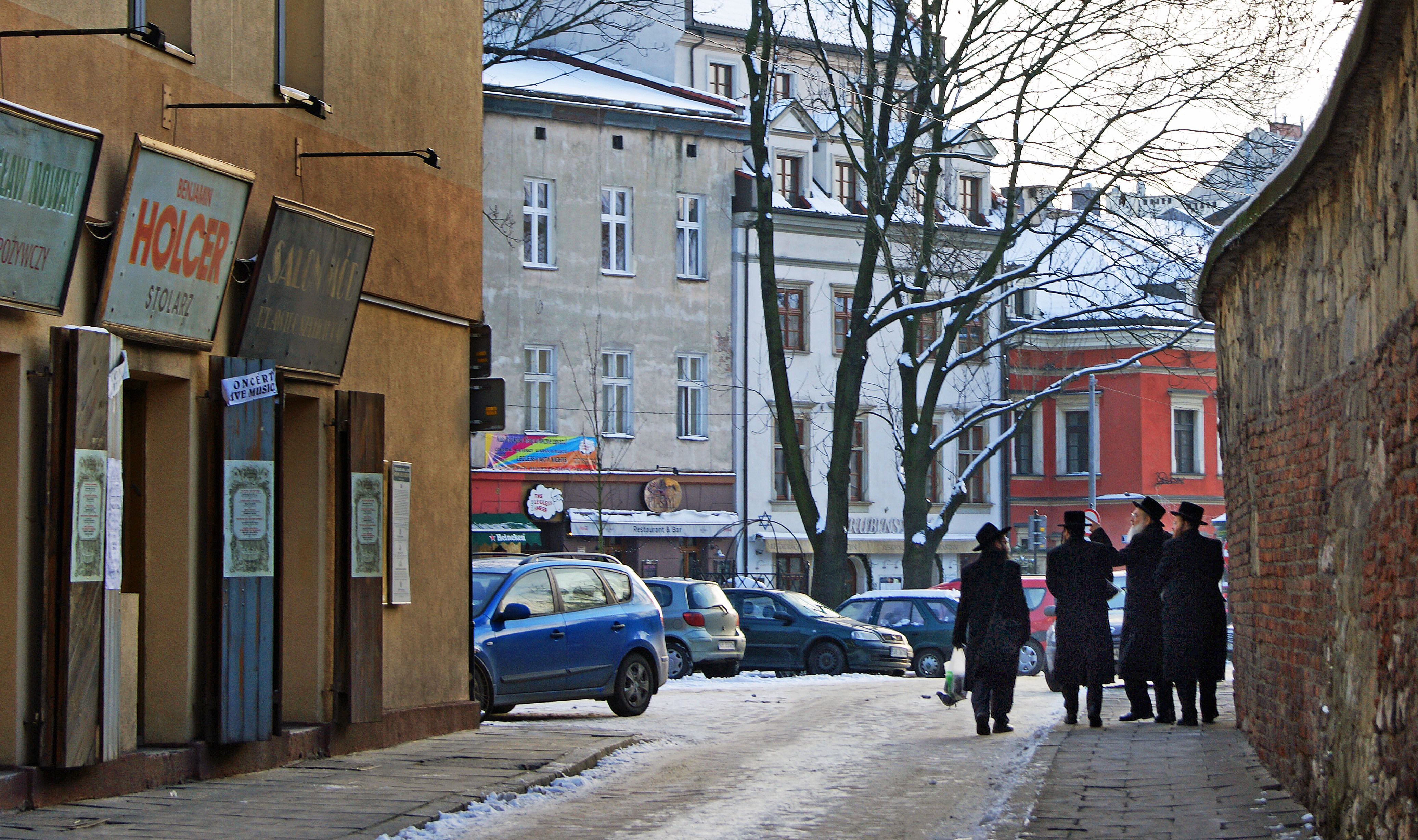
Ulica Szeroka

Kazimierz (jid. ‏קוזמאַרק‎ Kuzmark) – część Krakowa wchodząca obecnie (2024) w skład dzielnicy I. 
Od powstania w XIV wieku do przełomu XVIII i XIX wieku był samodzielnym miastem, położonym na południe od Krakowa, oddzielonym od niego nieistniejącą już odnogą Wisły (był miastem królewskim Korony Królestwa Polskiego). Od 1495 r. jego północno-wschodnią część zajmowała dzielnica żydowska i przez wiele stuleci Kazimierz był miejscem współistnienia i przenikania się kultury żydowskiej i chrześcijańskiej. Obecnie stanowi jedną z ważniejszych atrakcji turystycznych Krakowa, jest też jednym z ośrodków życia kulturalnego miasta.

## Historia

### Wczesne osadnictwo
Obszar Kazimierza pierwotnie stanowił podmokłą rzeczną wyspę, położoną pomiędzy obecnym korytem Wisły a jej nieistniejącą dziś odnogą, zwaną Starą Wisłą. Przez wyspę tę przebiegał szlak handlowy wiodący z pobliskiego Krakowa na południe. W czasach wczesnego średniowiecza istniały na niej liczne osady, korzystające z bliskości książęcego grodu. Najstarsza z nich ukształtowała się wokół romańskiej rotundy na Skałce, wapiennym wzgórzu położonym nad Wisłą, na którym później zbudowano kościół św. Michała. W miejscu tym według Wincentego Kadłubka w roku 1079 męczeńską śmiercią zginął biskup krakowski św. Stanisław.
W południowej części przyszłego Kazimierza była niewielka osada skupiona wokół kościoła św. Jakuba (istniejącego do roku 1787). Na wschodzie, w okolicach dzisiejszej ulicy Szerokiej, istniała od XII wieku wieś Bawół, skupiona wokół kościoła św. Wawrzyńca, który również nie przetrwał do czasów dzisiejszych, bo rozebrano go pod koniec XVIII wieku.

### Miasto Kazimierz

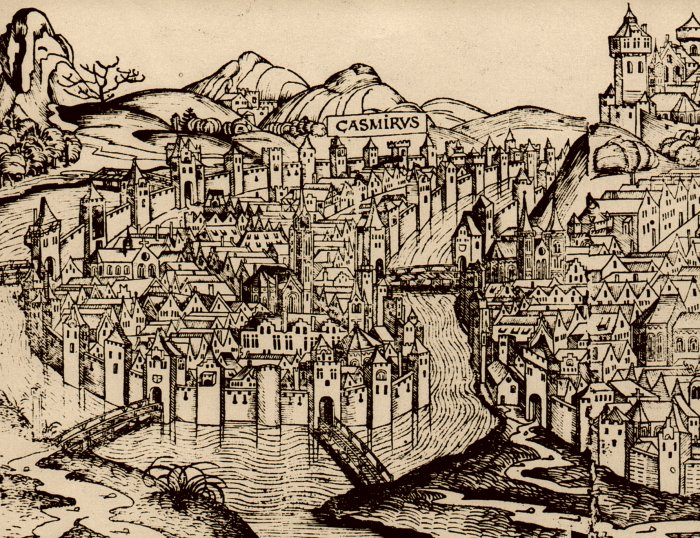
Kazimierz (fragment widoku Krakowa)

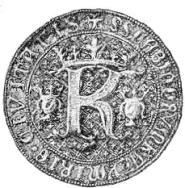
Pieczęć ławnicza miasta z XIV w.

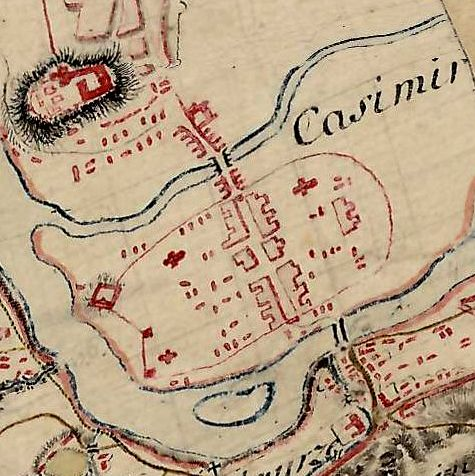
Kazimierz w XVIII wieku

27 lutego 1335 roku, a więc już dwa lata po koronacji, Kazimierz III Wielki wydał przywilej lokacyjny dla Kazimierza na prawie magdeburskim. Miasto odtąd nosiło imię króla – Civitas Kazimiriensis. Lokacja Kazimierza była największą fundacją miejską króla i wstępem do jego dalszej inicjatywy lokacyjnej. Miasto było obszarowo niewiele mniejsze od Krakowa ponieważ obejmowało 50 ha, wobec  70 ha  starego Krakowa. Radę miejską wybierać mieli mieszkańcy, natomiast wójt nominowany był przez króla. Mieszkańcy Kazimierza otrzymali przywilej sprzedaży na terenie całego Królestwa towarów przez siebie wytworzonych, przywilej wzniesienia wagi do ważenia metali, użytkowania rzek otaczających miasto, w odległości jednej mili od jego granicy, a także prawo organizowania cotygodniowych targów w piątek. Zaledwie kilka lat później, w 1340 r., włączono w granice miasta część dawnej wsi Bawół (w rejonie obecnej ulicy Szerokiej). Najpewniej po 1340 roku rozpoczęto budowę murów obronnych.
Celem powstania Kazimierza nie miała być konkurencja handlowa dla starego miasta, ale uzupełnienie jego funkcji rzemieślniczych. Kupcy Kazimierza mogli handlować na rynku krakowskim, ale jedynie produktami spożywczymi i tylko w określone dni tygodnia. Prawo składu Kazimierz otrzymał tylko na sól (Kraków też miał ten przywilej). Kazimierz mógł też handlować suknem. Istotna mogła być też ochrona od południa stolicy państwa – Krakowa. 
Wagę przedsięwzięcia podkreśla szybko podjęta budowa potężnych kościołów: parafialnego Bożego Ciała i augustiańskiego św. Katarzyny. Być może właśnie na Kazimierzu (na terenach dawnego Bawołu) Kazimierz Wielki rozpoczął budowę gmachów dla ufundowanej przez siebie Akademii Krakowskiej, jednak zamiar ten porzucono po zniszczeniu przez powódź nieukończonych budynków. W miejscu tym Jan Długosz podjął później próbę utworzenia klasztoru kartuzów (Długosz przebudował także kościół na Skałce, który oddał sprowadzonym przez siebie na Kazimierz paulinom). Plan miasta odzwierciedlał typowe dla średniowiecza założenia urbanistyczne z regularnie rozplanowanymi ulicami (z pewnymi zaburzeniami tej regularności w rejonie istniejących wcześniej kościołów oraz wykupionej od kapituły i przyłączonej w 1340 roku wsi Bawół), otaczającymi rynek, którego fragmentem jest obecny plac Wolnica. Centralną budowlą placu stał się wybudowany wówczas ratusz, mieszczący obecnie Muzeum Etnograficzne. Głównymi ulicami miasta wybiegającymi z rynku były: w kierunku południowym Wielicka (obecnie Krakowska), na północ Krakowska, na zachód Piekarska i św. Jakuba (obecnie Skawińska), a na wschód św. Wawrzyńca. Jeszcze za życia Kazimierza Wielkiego rozpoczęto wznoszenie murów obronnych z narożnymi basztami i czterema bramami: Krakowską, Skawińską, Solną i św. Stanisława. Plan miasta rozmierzono przy użyciu miary sznura chełmińskiego (47,10 m) i dzielącego się na 10 prętów (4,71 m.) i 150 stóp (0,314 m.). Głównymi ulicami były Królewska i Solna, co podkreślała ich szerokość wynosząca 4 pręty. Dużą ulicą była także ulica Sukiennicza (dzisiejsza Józefa), mająca szerokość 3 prętów. Pozostałe ulice mierzyły 2 pręty.
Poza obrębem miejskich murów obronnych powstały przedmieścia. Największym z nich był Stradom, nazywany również Mostem Królewskim, ulokowany po drugiej stronie Starej Wisły, między Kazimierzem a Wawelem. Pozostałe przedmieścia to Blechy (później Podbrzezie) w okolicach dzisiejszych ulic Miodowej i Podbrzezie oraz Szewskie, położone pomiędzy dawną Bramą Krakowską a północnym korytem Wisły, obecnie ulicą Dietla.
Kwestia rozpoczęcia i porzucenia budowy przez króla na terenie Kazimierza gmachu uniwersytetu jest niejasna, ale być może miał się on mieścić w kwartale na południe od Starej Synagogi. Opuszczony gmach uniwersytecki z fundacji króla istniał jeszcze w 2 połowie XV wieku.
W latach 1772-1777 siedziba cyrkułu wielickiego w Austrii (Królestwo Galicji i Lodomerii).

#### Osiedlenie Żydów
Istotnym wydarzeniem w dziejach Kazimierza stało się zlokalizowane w roku 1495 decyzją Jana Olbrachta na terenach dawnej wsi Bawół tzw. miasta żydowskiego (oppidum iudaeorum), który z powodów politycznych i ekonomicznych polecił przesiedlić tamże Żydów mieszkających dotychczas w Krakowie. Przyczyną takiej decyzji było nakładanie się interesów polskich i żydowskich. Żydowskim bankierom zarzucano lichwę, przyczyniającą się do ubożenia polskich mieszczan. Do wygnania Żydów z Krakowa namawiał franciszkanin Jan Kapistran, który wcześniej prowadził krucjatę przeciwko starozakonnym we Wrocławiu. W 1485 r. gmina żydowska wyrzekła się uprawiania handlu i pośrednictwa w Krakowie, z wyjątkiem sprzedaży rzeczy zastawionych, jednak to nie pomogło. Bezpośrednim impulsem dekretu Olbrachta był pogrom (utopienie kilkudziesięciu Żydów w Wiśle) w 1494 r., spowodowany konfliktem między kupcami żydowskimi a polskimi o prawo do handlu na rynku krakowskim. W rezultacie powstała dzielnica żydowska, wyraźnie oddzielona od części zamieszkanej przez chrześcijan, która przez wiele wieków rozwijała się autonomicznie. Obejmowała teren obecnych ulic Miodowej, Starowiślnej, św. Wawrzyńca, Wąskiej, Józefa i Nowej. Była wydzielona parkanami i kamiennym murem, który istniał do 1800. Centrum stanowiła ulica Szeroka, tworząca plac. Powstawały liczne synagogi (z których 7 wciąż istnieje), szkoły i uczelnie, cmentarze, a także okazałe domy mieszkalne szczególnie szybko bogacących się kupców i bankierów żydowskich. Kazimierz stał się istotnym ośrodkiem kultury żydowskiej w Polsce i na świecie, którego najistotniejszymi postaciami byli rabin Mojżesz Isserles oraz Natan Spira.

#### Potop szwedzki
Jak wiele miast polskich, okres potopu szwedzkiego doprowadził wraz z późniejszą okupacją w czasach II wojny północnej do zrujnowania Kazimierza. Czasy te przetrwała część budynków, głównie ulokowanych wzdłuż głównego traktu komunikacyjnego miasta, obecnej ulicy Krakowskiej, oraz zespoły kościelne. Te, wkrótce po opuszczeniu miasta przez Szwedów, zaczęły się szybko rozwijać, o czym świadczą powstałe w tamtym okresie barokowe zespoły kościoła Paulinów na Skałce, Trynitarzy oraz kościoła Misjonarzy na Stradomiu.
Żydów kazimierskich oskarżono i skazano za wskazanie szwedzkiemu komendantowi Krakowa miejsca ukrycia srebrnego ołtarza Świętego Stanisława, który Szwedzi zniszczyli i przetopili na srebro.
Król Jan II Kazimierz Waza nadał całe miasto żydowskie na Kazimierzu hetmanowi Jerzemu Lubomirskiemu i kanclerzowi Stefanowi Korycińskiemu. Sprawa o darowiznę majątku Żydów zdrajców toczyła się jeszcze przez wiele lat.

### Dzielnica Kazimierz
Przy stałym wielowiekowym rozwoju zarówno Kazimierza, jak i Krakowa dotychczasowa odrębność miast stała się anachronizmem. W czasie trwania Sejmu Czteroletniego w wyniku prac Komisji Dobrego Porządku podjęto decyzję o włączeniu Kazimierza w struktury miejskie Krakowa jako jego nowej dzielnicy. Chociaż decyzja z 1792 nie okazała się trwała, Kazimierz ostatecznie utracił samodzielne prawa miejskie i został przyłączony do Krakowa w 1800.
Lata 1815–1846 – okres istnienia Wolnego Miasta Krakowa – umożliwiły dalszy rozwój dzielnicy zgodnie z koncepcjami urbanistycznymi, nazywanymi wtedy „planami upięknienia”, opracowanymi w latach 40. przez architekta Karola Kremera. Dotychczasowa odrębność części żydowskiej została zlikwidowana wraz z wyburzeniem jej murów w roku 1822, tym samym umożliwiając ekspansję ludności żydowskiej na teren całego Kazimierza.
Lata późniejszej autonomii galicyjskiej (1866–1918) przyniosły niezwykle istotną dla integracji z dotychczasowymi dzielnicami Krakowa zmianę. Zasypane zostało otaczające Kazimierz od północy koryto Wisły, tworząc na jego miejscu nową ulicę, nazywaną Plantami Dietlowskimi. W 20-leciu międzywojennym dzielnicę zamieszkiwała kilkudziesięciotysięczna mniejszość żydowska, która prowadziła tam działalność handlową, kulturalną i sportową.

#### Okupacja niemiecka
Podczas II wojny światowej niemieccy okupanci wysiedlili w Lubelskie większość mieszkańców dzielnicy żydowskiej, a następnie utworzyli getto (zob. Getto krakowskie) po południowej stronie Wisły w obrębie dzielnicy Podgórze, do którego przeniesiona została pozostała, licząca wówczas blisko 17 tysięcy społeczność żydowska Krakowa. Likwidacja getta w marcu 1943 doprowadziła do unicestwienia praktycznie całej społeczności, z której nieliczni ocaleni decydowali się raczej na wyjazd z kraju, poszukując nowej nadziei w powstającym Izraelu.
Zabytki kultury żydowskiej, szczególnie miejsca kultu religijnego, były regularnie dewastowane i wykorzystywane np. w charakterze magazynów amunicji.

## Obiekty zabytkowe
Wśród zabytków wyróżniają się kościoły Bożego Ciała i św. Katarzyny, kościół paulinów na Skałce – sanktuarium św. Stanisława, będącego patronem Polski, i Panteon Narodowy, jak również ratusz na placu Wolnica i cały zespół zabytków architektury przemysłowej przy ulicy św. Wawrzyńca, zwany kwartałem św. Wawrzyńca.
Przy samej ulicy Szerokiej znajduje się pięć bożnic. Najstarsza – Stara Bożnica, zniszczona podczas wojny, została odrestaurowana i dziś mieszczą się w niej zbiory judaistyczne Muzeum Historycznego Miasta Krakowa. Jedyną czynną obecnie ortodoksyjną bożnicą jest Bożnica Remu. W pobliżu znajduje się cmentarz Remuh – jeden z najstarszych w Europie i w Polsce cmentarzy żydowskich, na którym grzebano Żydów od połowy XVI do połowy XIX wieku. Jednakże najstarszy cmentarz żydowski mieścił się obok nieistniejącego już stawu poza murami miejskimi od strony północno-wschodniej, w okolicach dzisiejszej ulicy Dajwór. W roku 1800 powstał nowy cmentarz przy ulicy Miodowej. Natomiast w budynku przy ul. Szerokiej 6 mieściła się mykwa – rytualna łaźnia dla mężczyzn i kobiet.
Najważniejsze z zachowanych zabytków krakowskiego Kazimierza:
- synagogi:
  - Stara (XV w.)
  - Remu (1553)
  - Wysoka (1563?)
  - Poppera (1620)
  - Kupa (1643)
  - Izaaka (1644)
  - Tempel (1862)

- kościoły:
  - Bożego Ciała
  - św. Katarzyny
  - Św. Trójcy ze szpitalem bonifratrów
  - kościół i klasztor paulinów na Skałce
- cmentarze:
  - Cmentarz Remuh (stary cmentarz żydowski)
- dawny rynek – plac Wolnica wraz z ratuszem
- Mykwa Wielka
- rzeźnia drobiu na placu Nowym
- fragmenty murów obronnych

## Współczesność
Zabytki Kazimierza wraz ze ścisłym Starym Miastem i Wawelem zostały zapisane na liście światowego dziedzictwa UNESCO w 1978 r. W 1994 roku Kazimierz wraz ze Starym Miastem, Wawelem, Stradomiem, Piaskiem, Podgórzem i Nowym Światem został uznany za pomnik historii.
Przez wiele lat dzielnica Kazimierz kojarzyła się z ruderami, opuszczonymi domami itp. Jednak po upadku komunizmu zaczęła ona powracać do życia. Znacznie przyczyniły się do tego m.in. Festiwal Kultury Żydowskiej, film Stevena Spielberga Lista Schindlera, a także moda na sztukę i kulturę żydowską. W drugiej połowie lat 90. zaczęły powstawać pierwsze kawiarnie i puby, począwszy od Singera, Propagandy i Alchemii. Były to miejsca chętnie odwiedzane przez studentów. Dziś na Kazimierzu jest prawie 300 lokali. Znacząco spadła liczba mieszkańców, natomiast bardzo rozwinęła się turystyka, co wpłynęło na charakter samego miejsca.
Na Placu Nowym i przy ulicy Szerokiej latem odbywają się liczne festiwale i imprezy, które przyczyniają się do promowania dzielnicy. Najbardziej popularnym z odbywających się festiwali jest coroczny Festiwal Kultury Żydowskiej, który odbywa się od 1988 r. Swoje siedziby mają tutaj liczne muzea, teatry i galerie.
Przy ul. Paulińskiej 28 w kamienicy będącej przed II wojną światową Nową Mykwą żydowską, zwaną także „Łaźnią Ludową Rytualną” mieści się Teatr BARAKAH.

## Galeria

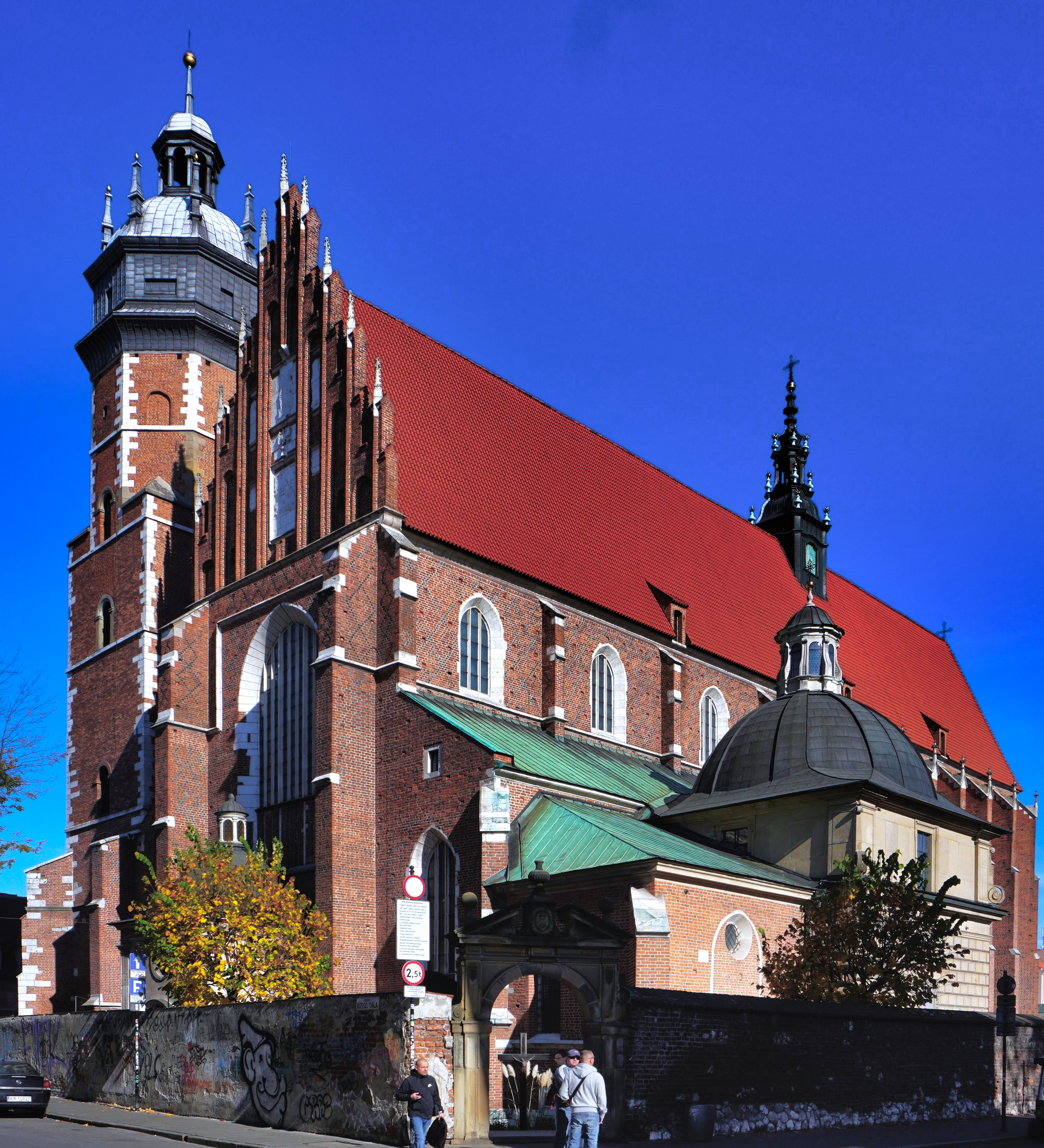
Bazylika Bożego Ciała
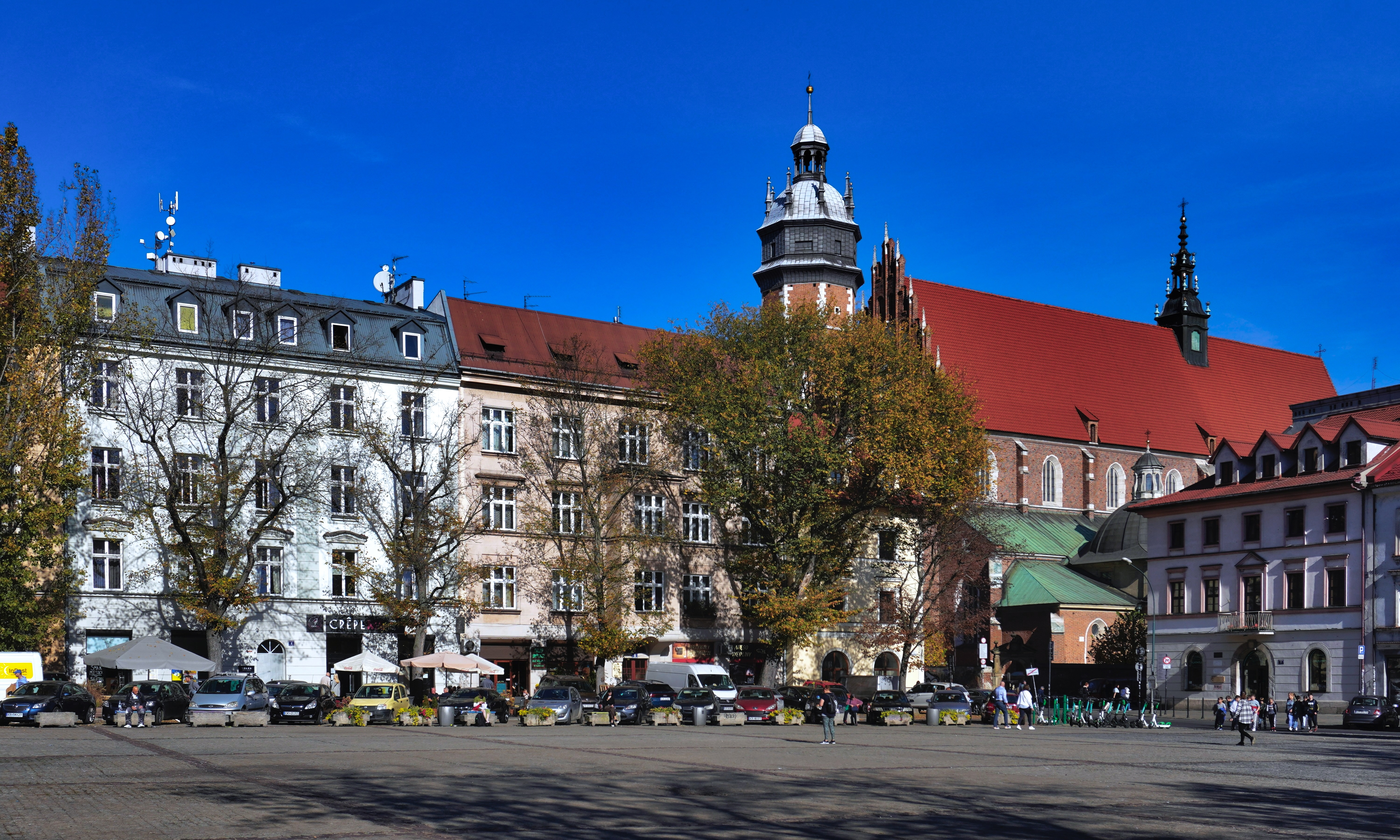
Plac Wolnica
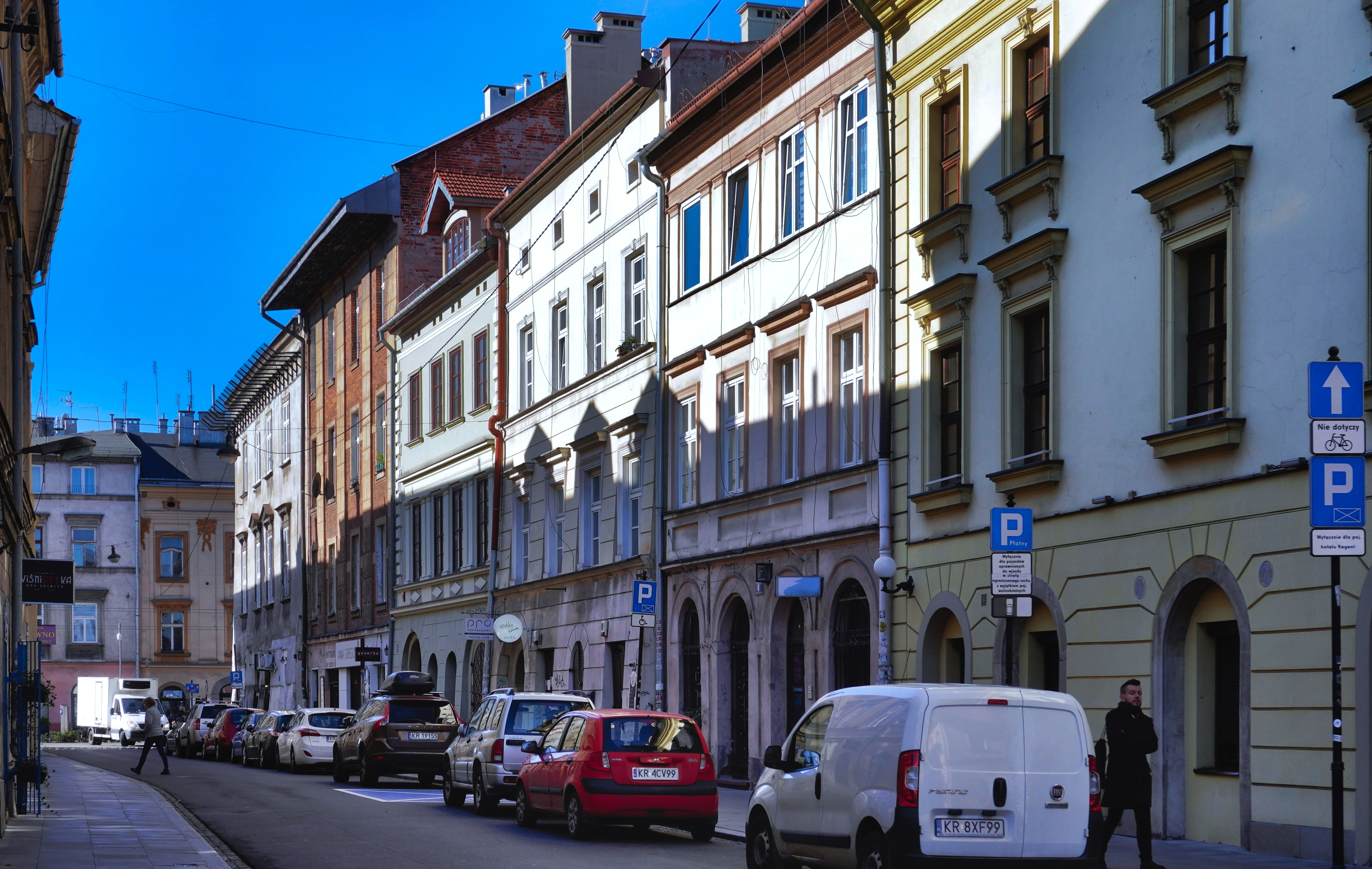
Ulica Józefa
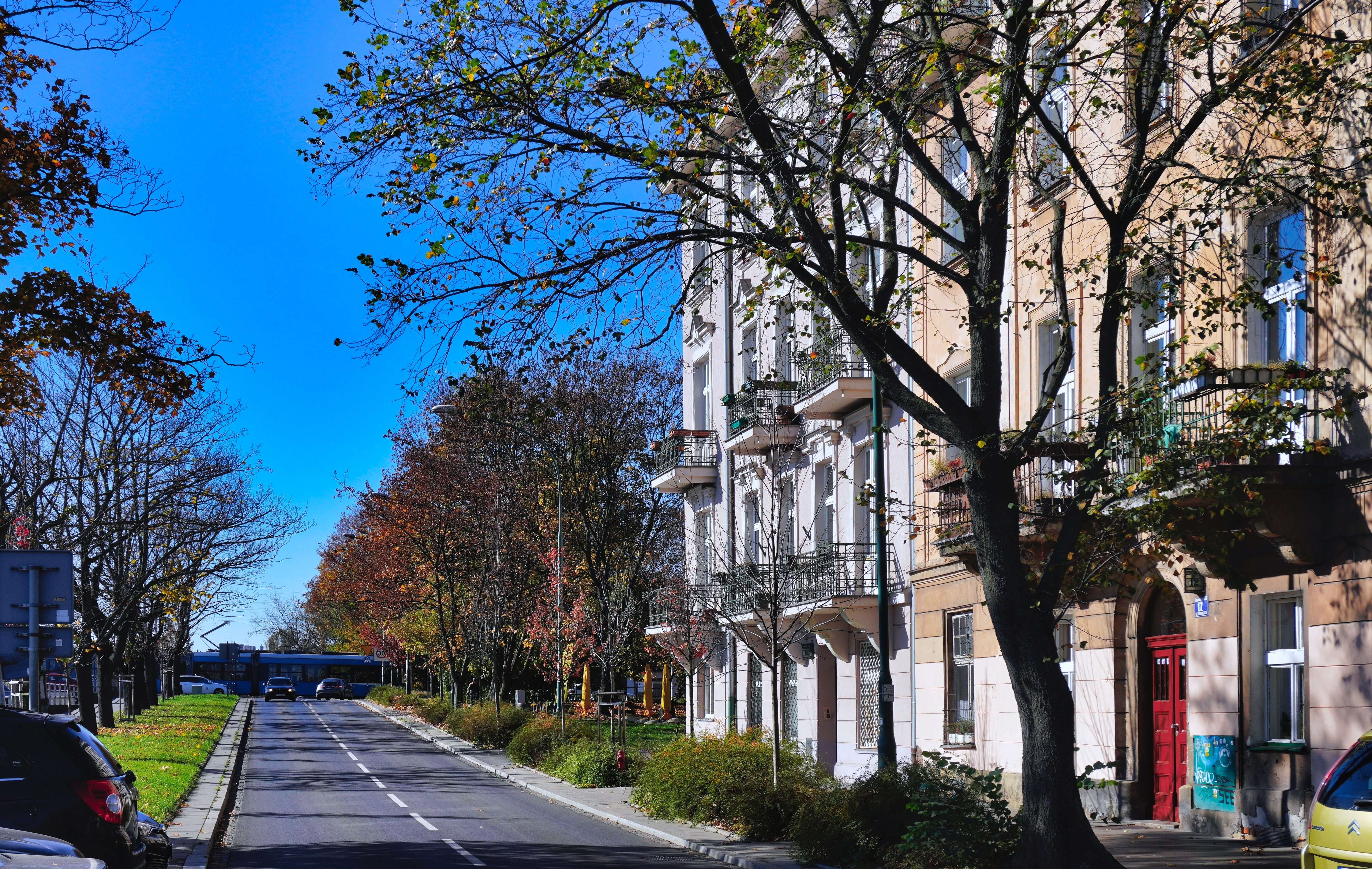
Ulica Podgórska
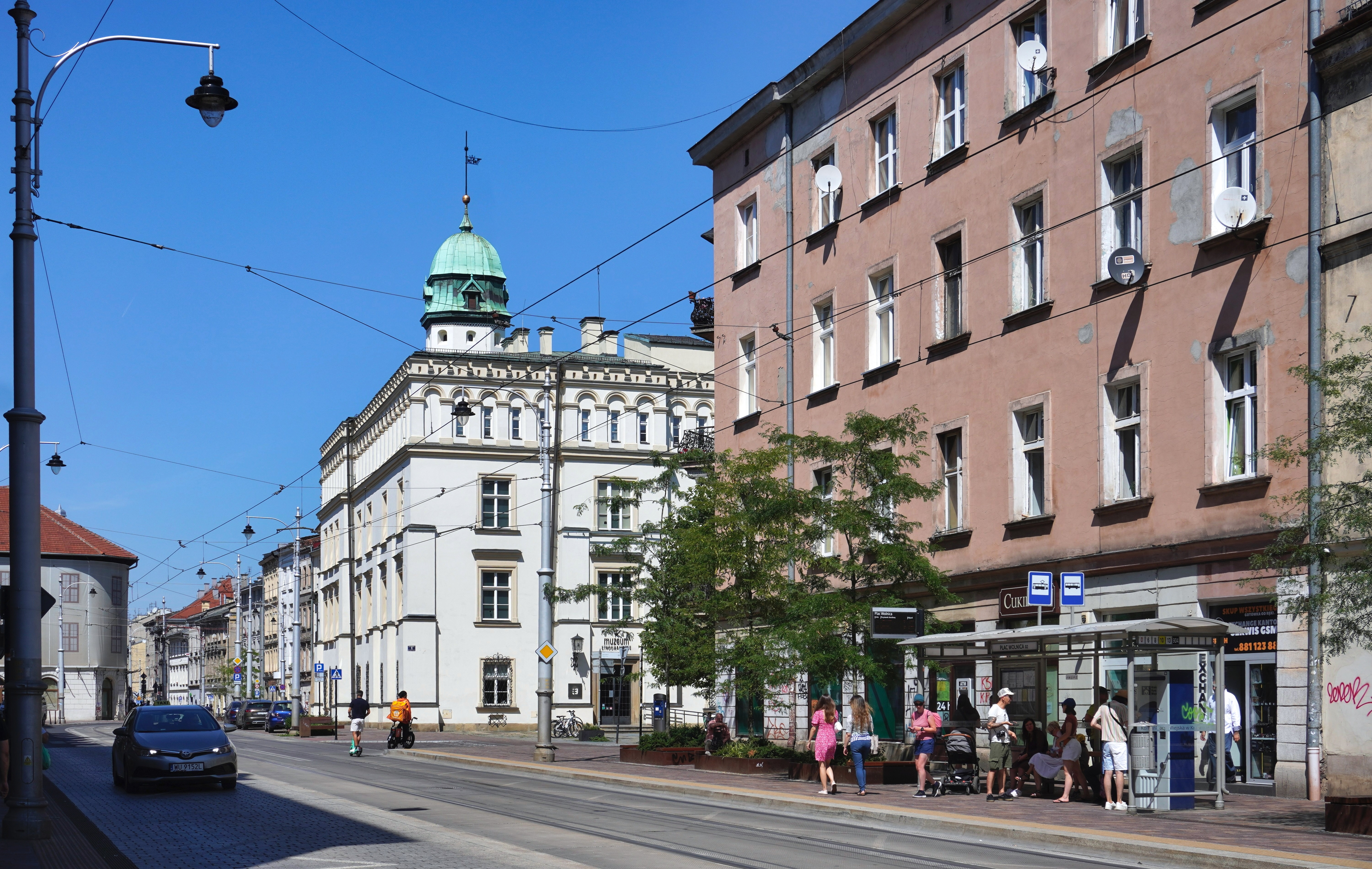
Ulica Krakowska
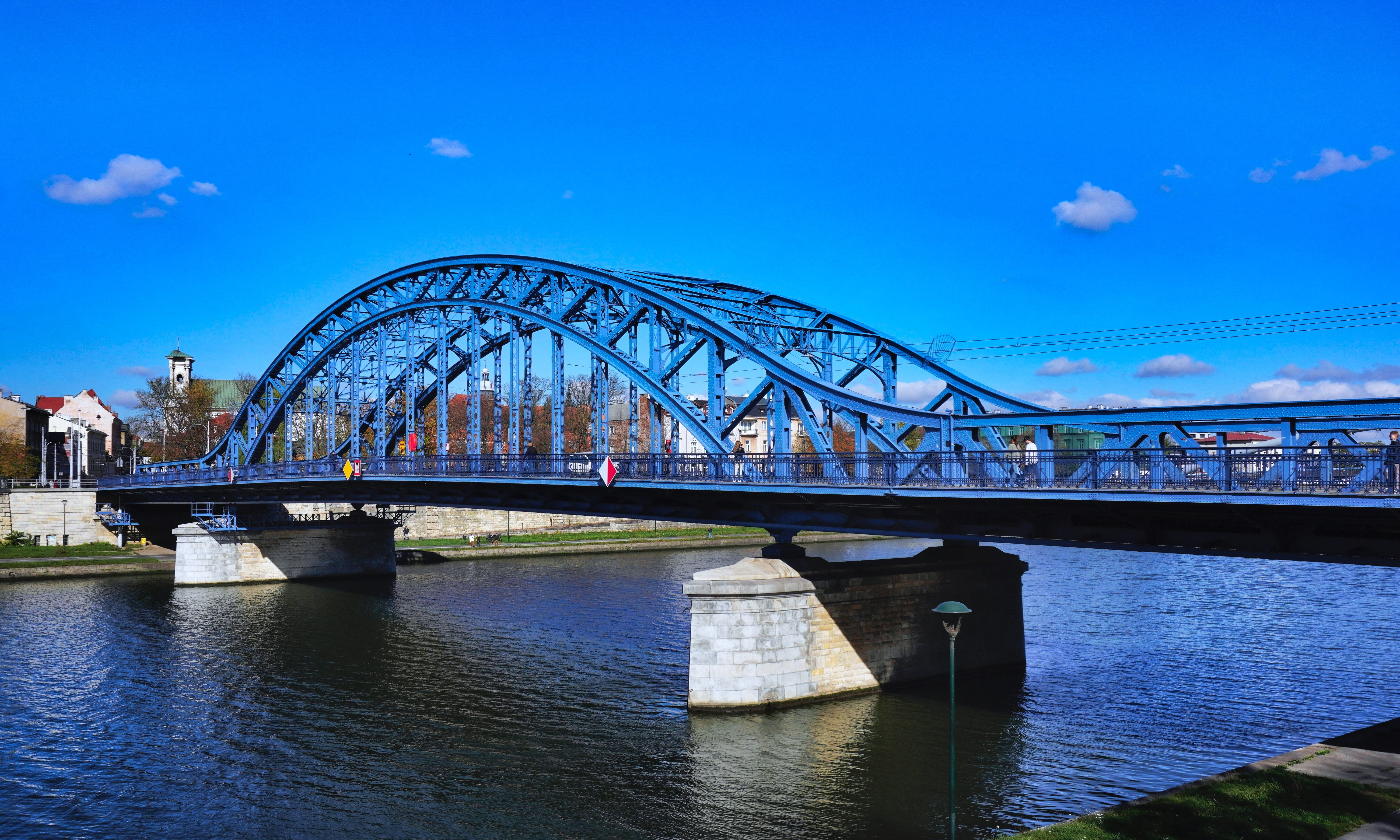
Most Józefa Piłsudskiego
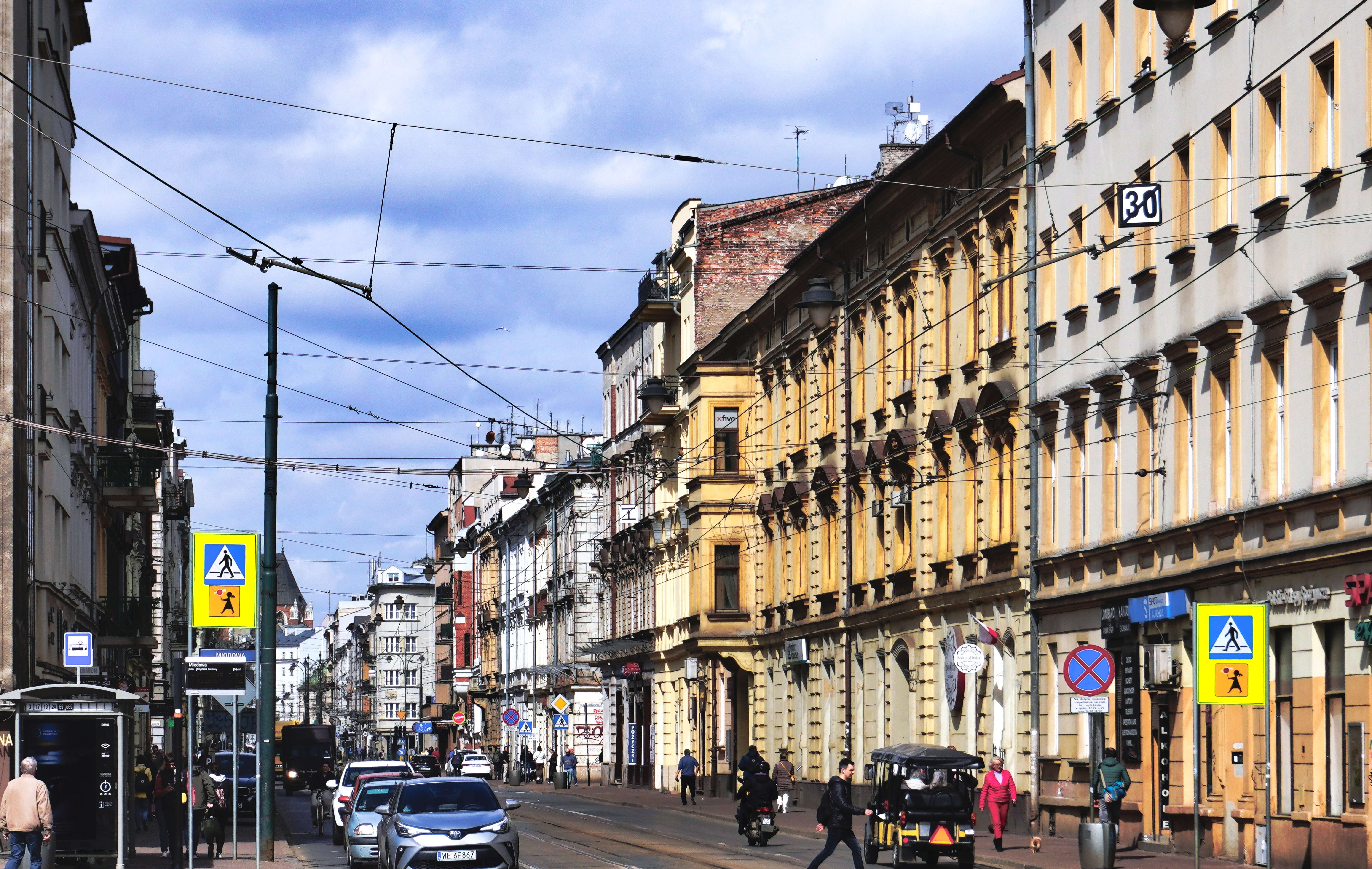
Ulica Starowiślna
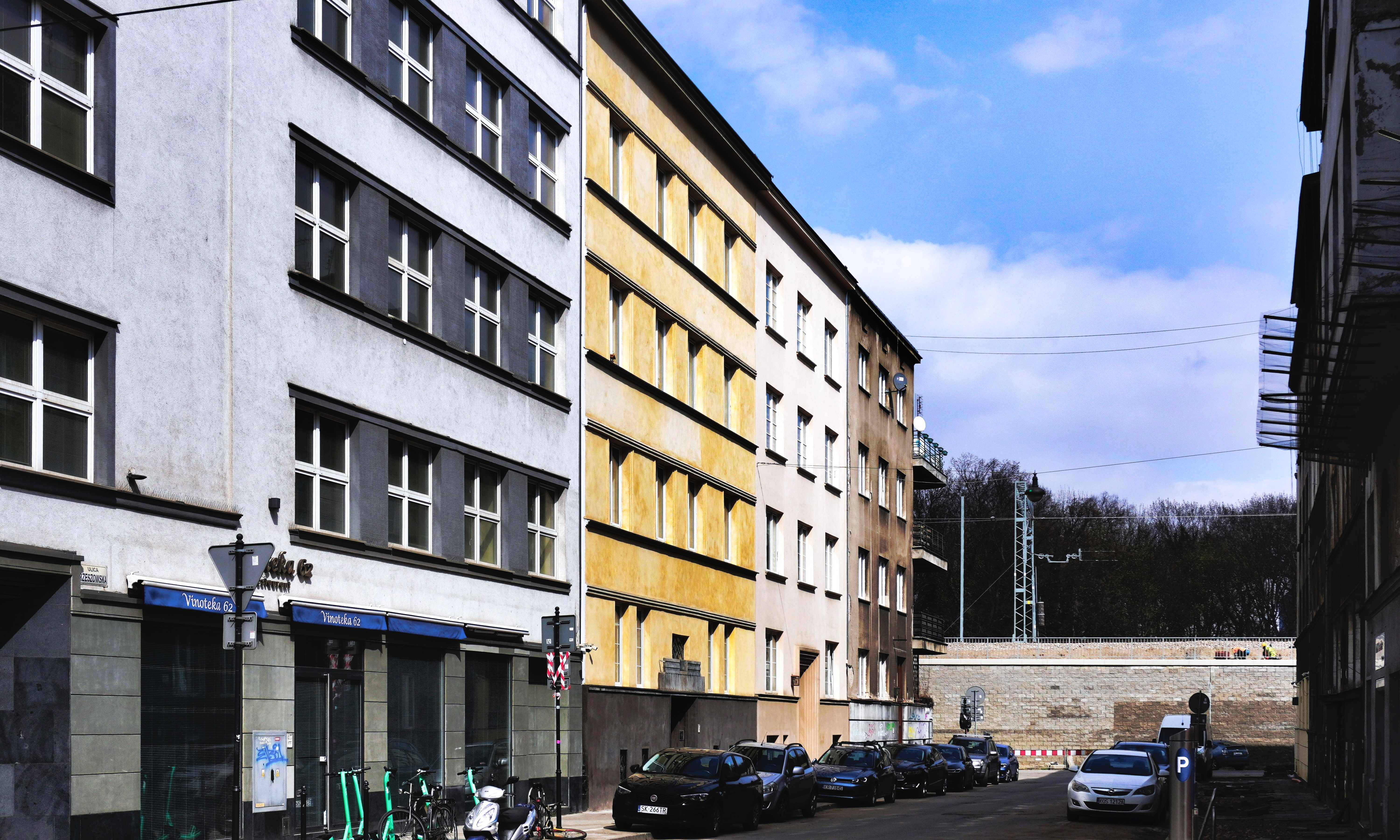
Ulica Rzeszowska
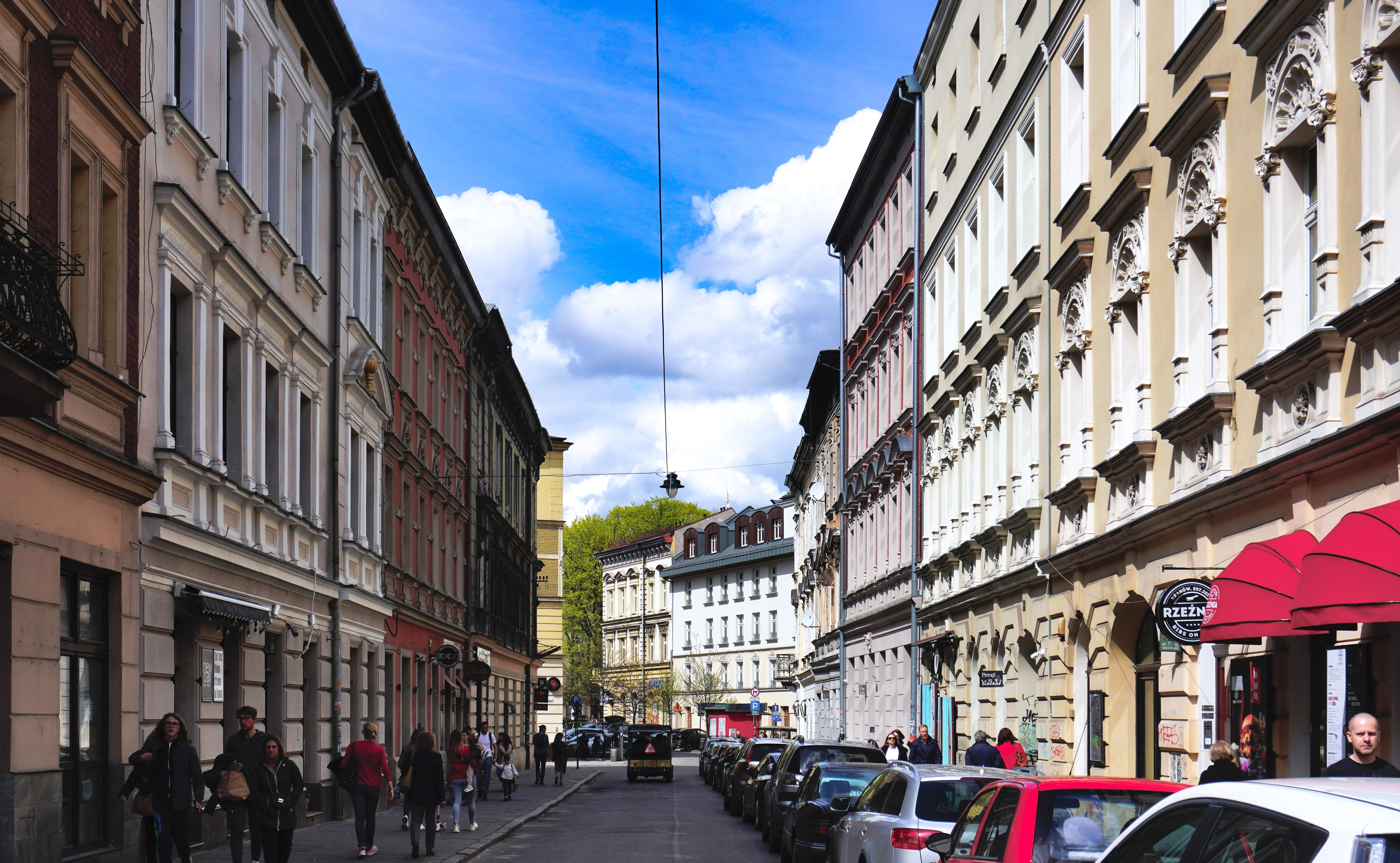
Ulica Bożego Ciała
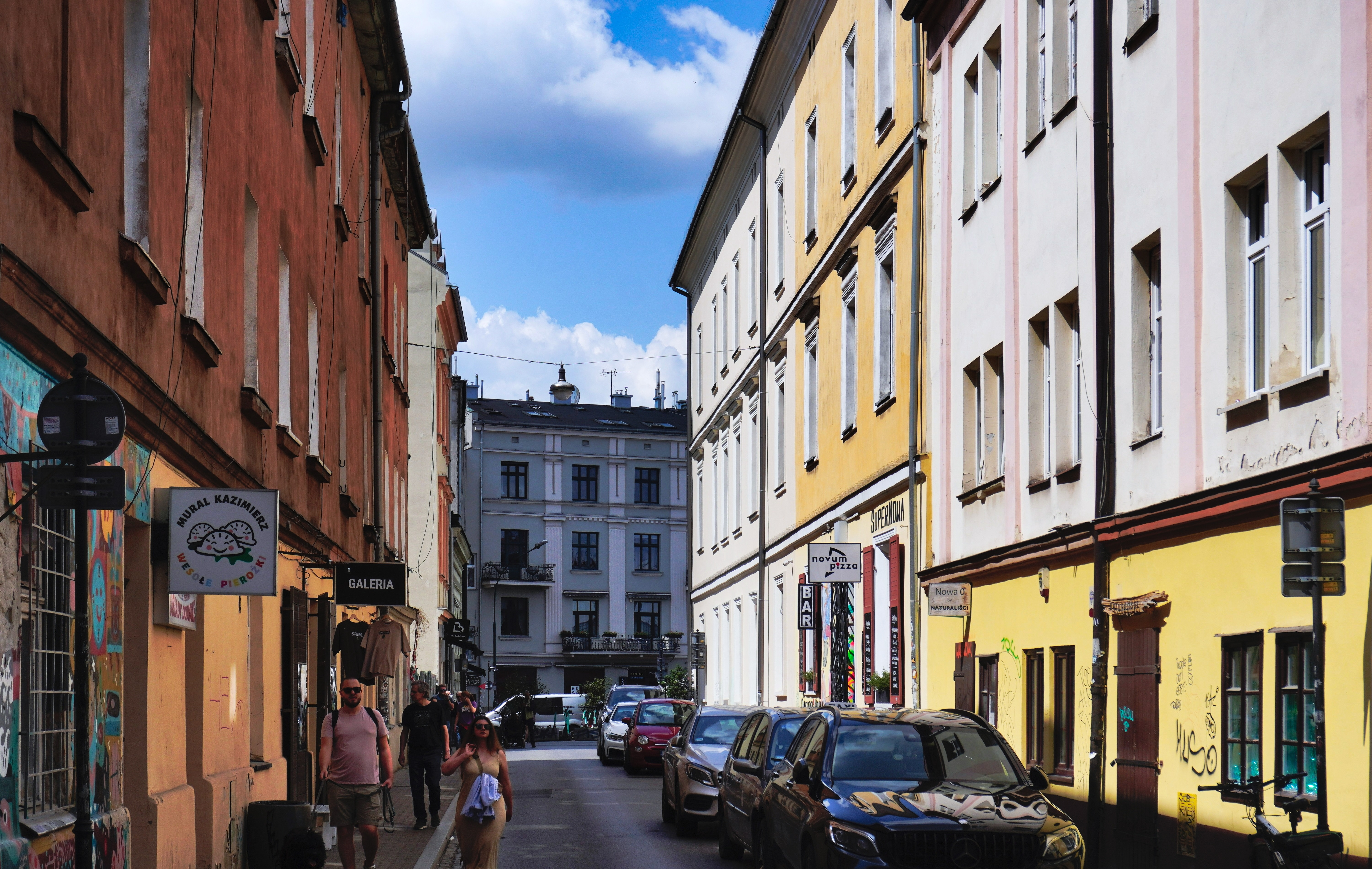
Ulica Nowa
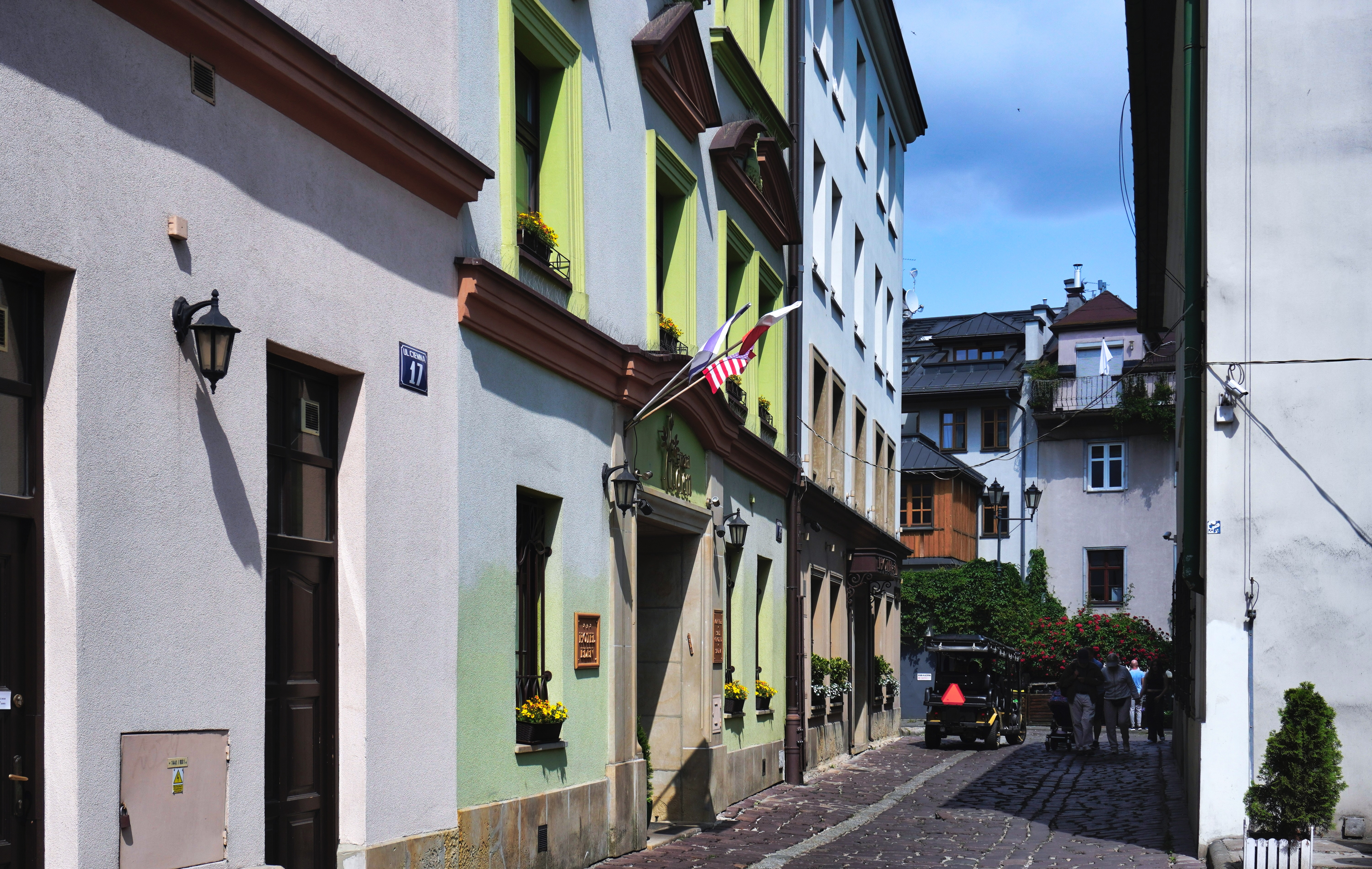
Ulica Ciemna
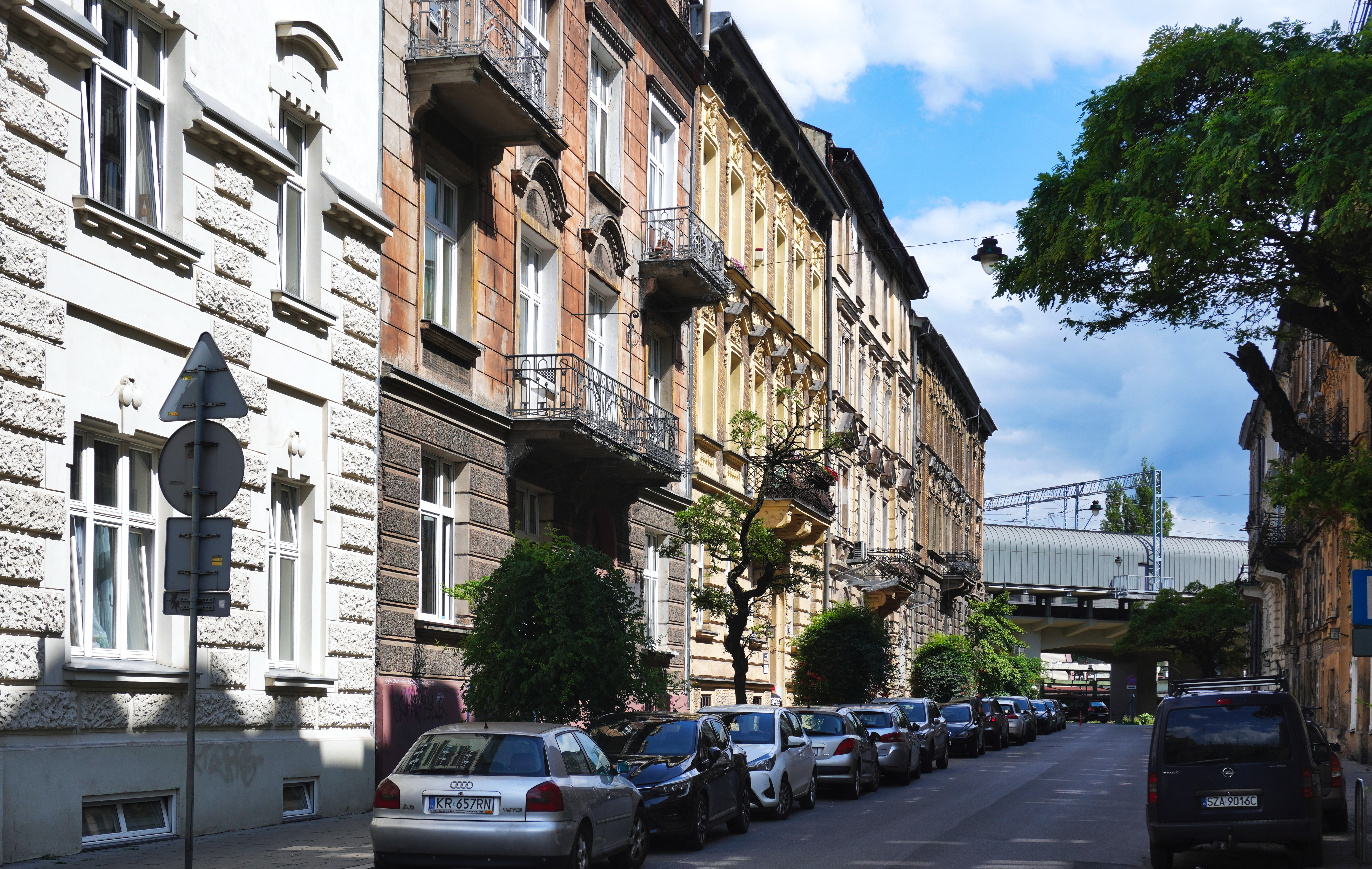
Ulica Wrzesińska